# CCC Polkowice (vrouwenbasketbal)
CCC Polkowice is een Poolse damesbasketbalclub uit Polkowice. De club werd in totaal twee keer Pools landskampioen in 2013 en 2018 en won drie keer de Poolse beker in 2004, 2013 en 2019. Hun mascotte is Cezary de Tijger.

## Geschiedenis
In 1992 werd de basketbalafdeling voor vrouwen geopend in sportclub Polkowice en in 1996 begon het team in de derde divisie om het Poolse kampioenschap. Na vijf seizoenen in de lagere divisies doorgebracht te hebben, promoveerde het team in 2001 naar de elite divisie "PLKK".
In het eerste seizoen werd het team zesde, wat ze het recht gaf om te spelen in de EuroCup Women. In het seizoen 2002/03 debuteren ze in de Europa Cup en om het kampioenschap haalde ze de vierde plaats. In 2004 won het team de Poolse beker. Het jaar daarop won het team de bronzen medaille om het nationale kampioenschap. In 2007 herhalen de basketballers die prestatie met de bronzen medaille om het nationale kampioenschap. De volgende medaille om het Poolse kampioenschap haalde ze na drie jaar. In het seizoen 2010/11 verliest het team van Wisła Can-Pack Kraków met 1-3 en in het seizoen 2011/12 verliezen ze van hetzelfde team met 0-4 en behalen ze de zilveren medaille.
Het seizoen 2012/13 was het meest succesvol in de geschiedenis van de club. Het eerste kampioenschap van Polen, waarbij Wisła Can-Pack Kraków in de laatste reeks werd verslagen met 4-0, en het team van Wisła Can-Pack Kraków werd verslagen in de Poolse bekerfinale (72:63). In de EuroLeague Women bereikte het team de Final Eight, waar het de zede plaats behaalde.

## Erelijst
- Pools Landskampioenschap (2):
  - Winnaar: 2013, 2018
  - Tweede: 2011, 2012, 2014
  - Derde: 2005, 2007, 2015, 2017

- Poolse Beker (3):
  - Winnaar: 2004, 2013, 2019
  - Runner-up: 2010

## Bekende spelers
- Agnieszka Bibrzycka
- Agnieszka Majewska
- Noémie Mayombo
- Aušra Bimbaitė
- Raisa Moesina
- Valeria Moesina
- Amisha Carter
- Nneka Ogwumike